# ロジャヴァ
北部及び東部シリア自治行政区（ほくぶおよびとうぶシリアじちぎょうせいく、英語: Democratic Autonomous Administration of North and East Syria,略称:DAANES) 通称ロジャヴァ（クルド語: Rojavayê Kurdistanê、rojavaはクルド語で西の意）は、シリアの北部から北東部にかけて広がる事実上の自治行政区画。2013年11月、ロジャヴァ作戦（Rojava campaign）の中で事実上の自治権を獲得、直接民主制、男女同権、持続可能性を原則とした社会を築いた。ロジャヴァは3つの隣接しない行政区画からなる。東からジャジラ（Jazira）、コバニ（Kobani）、アフリン（Afrin）である。ロジャヴァはシリアからは公式に自治権を認められておらず、そしてISILとは交戦状態にある。西クルディスタンともいう。
クルド人は一般的にロジャヴァを、クルディスタンを4つに分けた1地域としてみている。すなわちトルコ南東部（北クルディスタン）、イラク北部（南クルディスタン、狭義の「クルディスタン地域」）、イラン西部（東クルディスタン）にシリア北東部（西クルディスタン/ロジャヴァ）を加えた4地域である。クルド人が多数派を占める地域ではあるが、ロジャヴァ・クルディスタンの政府や社会は民族的・宗教的な多様性を保持している。

## 地理

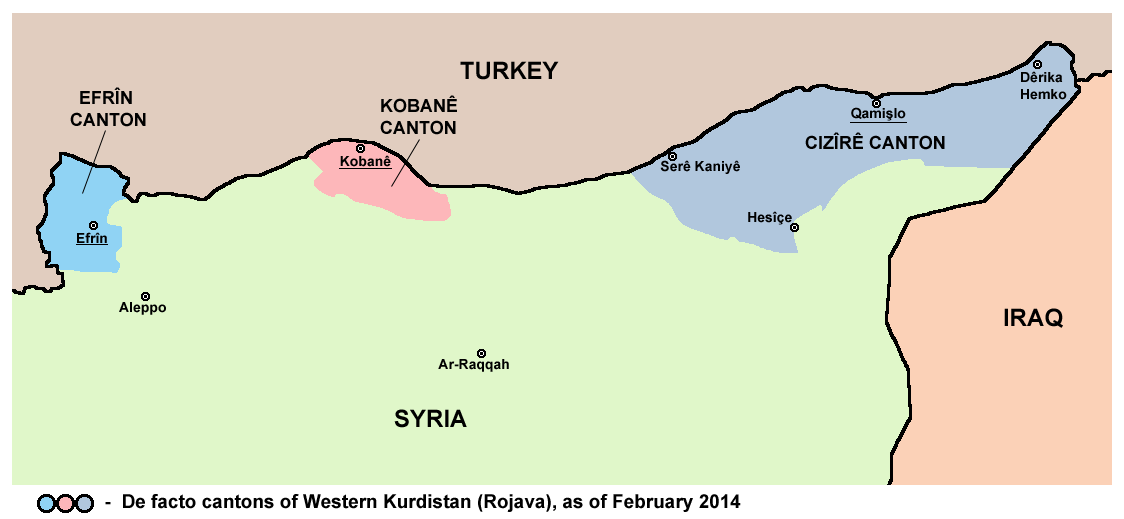
2014年2月時点での3つのカントン

ロジャヴァはチグリス川の西にトルコ国境に沿って広がる。カントンと呼ばれるロジャヴァの3つの行政区画（ジャジラ、コバニ、アフリン）は緯度36度から北へ0.5度の範囲に収まっており横一列に並ぶ。ジャジラは、南東ではイラクのクルディスタンと接する。その他の国境に関してはシリア内戦のただ中で確定していない。他のクルディスタンから隔絶された山岳地帯、クルド山地（Kurd Dagh）にもクルド人が居住している。これがクルディスタンの最西端となり、20キロメートル圏内に地中海を臨む。東の方ではアザズ（Azaz）の山岳地帯にもクルド人が、カルケミシュとイドリブにはクルド系の少数民族が暮らす。ステファン・スパール（Stefan Sperl）はこれらの地域がアンティオキアへの通り道にあたることから、クルド人の定住が始まった時期をセレウコス朝の時代に求めている。初期のクルド人は傭兵や弓騎兵を生業としていた。

## 歴史

### ロジャヴァ革命

クルド人勢力の制御下（ロジャヴァ）
シリア政府（アサド政権）の制御下
ISILの制御下
アル＝ヌスラ戦線の制御下
紛争地帯（各勢力における戦闘の最前線）
その他の反政府勢力の制御下

2012年7月12日、2つの主要なクルド人組織であるクルド国民評議会（KNC）とクルド民主統一党は共同で、クルド人の政治主体となるクルド人最高委員会（DBK）を設立した。DBKはシリア国内のクルド人居住地域を守る目的でクルド人民防衛隊（YPG）を組織した。2012年7月末、そのYPGがコバニ、アムダ（Amuda）、アフリーンを支配に置いた。その後、マリキヤ、ラース・アル＝アイン、アル＝ダルバシヤ（Al-Darbasiyah）、アル＝マーバダ（Al-Maabadah）などの都市もYPG支配下に置かれた。クルド人が多数派を占める都市としてはハサカとカーミシュリーのみがシリア政府の統治下に置かれていたが、すぐにこれらの都市からもいくつかの地区がYPGの支配に入った。
2013年7月、ISILはラッカ県のクルド人住民の立ち退きを強制し始める。7月21日、タル・アブヤドでは立ち退かなければ殺すというISILの脅迫によってトルクメン人、アラブ系住民も含めた数千人の市民が土地を離れた。タル・アブヤドに入ったISILはクルド人の財産を略奪、破壊した。場合によってはリーフ・ディマシュク、デリゾール、ラッカから連れてきたスンニー派アラブ人を、追い出したクルド人の住居に住まわせた。他の地域でも同様のことが行われた。ISILがラッカ県を支配地域に加えるとクルド系住民は2014年3月にはテル・アカダ（Tel Akhader）を、9月にはコバニを追われた。

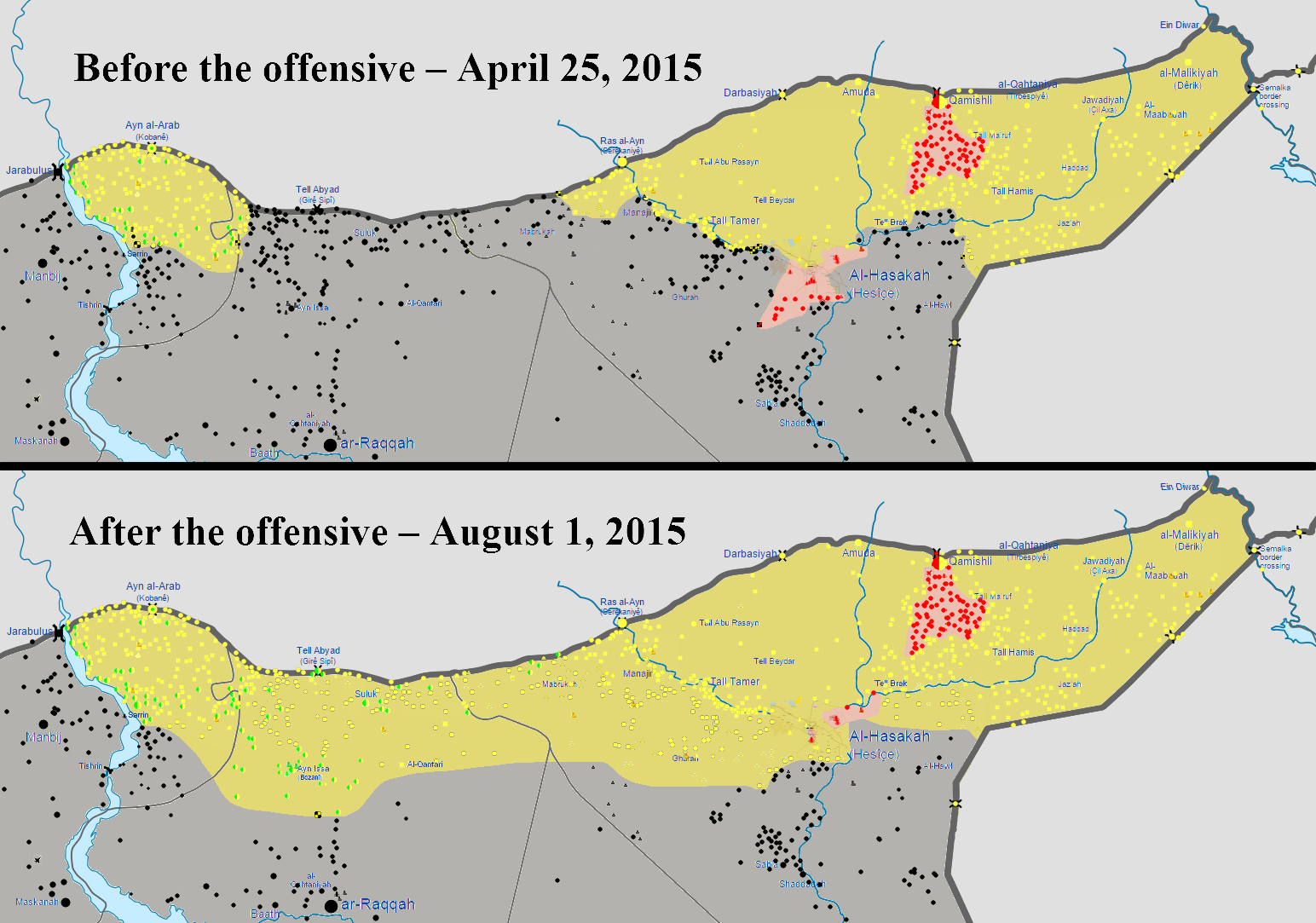
クルド人民防衛隊の攻勢による支配地域の変遷（2015）

2014年、コバニはISILにより包囲された（コバニ包囲戦）。コバニは後にクルド人民防衛隊（YPG）と自由シリア軍が共同で行った作戦により開放された。この作戦はユーフラテス・ボルケイノゥと呼ばれ、アメリカが主導する空爆による支援も受けていた。
2015年1月、クルド人民防衛隊（YPG）はハサカにてそれまで敵対していなかったシリア政府軍と交戦した。2015年6月にはカーミシュリーに駐屯するシリア政府軍と衝突、クルド人の高官ナシル・ハッジ・マンスール（Nasir Haj Mansour）は以下のように語っている。「シリア政府は日に日に弱体化してる。今後再び政府が主導権を取り戻す日が来るとは思えない」。
これ以降も、シリア政府軍、クルド人民防衛隊（YPG）とも反体制派やISILとの戦闘を優先する姿勢は変わらないものの、ハサカなどでは散発的な小競り合いが続き、2016年8月に軍事衝突に発展した。8月21日、YPGはハサカ南部の政権側支配地域を包囲、これに対し政権側はクルド人実効支配地域に内戦下で初めて空爆を実施したが、ハサカの大半を実効支配するYPGが優勢で、23日までにハサカのほぼ全域を制圧した。新たな大規模衝突に発展することも懸念されたが、双方は23日に停戦入りした。戦闘員の遺体や捕虜を交換し、交通規制を撤廃することも決まった。アサド政権とYPGの双方にパイプを持つロシアなどの仲介があったとみられる。国営メディアは政権側の撤退を報じていないが、YPG側は「政府軍や政権側民兵は市外に撤退し、将来的にも市内に駐留しないことで合意した」と説明している。YPGが新たに制圧した地域もクルド側が支配権を握り、政権側は市中心部の一部に警察が残るだけとなる。
アサド政権とYPGが対立と協調の微妙な関係を続ける背景には、シリア政府軍はアラブ人の居住エリアを取り廻すだけで手一杯であり、ロジャヴァ（クルド人地区）に対して人員を割くだけの余力がない一方で、ロジャヴァとしては、バース党の統治に変わる行政と治安維持を行うための組織・制度を作ることで手一杯であることに加え、合併・分裂・内部衝突を繰り広げる反体制派に加担するよりは、内戦後も存続する可能性が濃厚なアサド政権との関係を維持し、具体的な譲歩を得る方が現実的との思惑があると考えられる。また、内戦勃発以来アサド政権打倒に熱心かつ、クルド人勢力の自治や独立に対して強硬姿勢も辞さない地域大国トルコの存在が、アサド政権とYPG双方の共通の敵として協調関係を保っている。
2018年1月のトルコ軍によるアフリーン郡侵攻以降は、反体制派の各勢力がトルコ軍と協調するかアサド政権との戦闘を優先する中で、YPGはアサド政権に軍事支援を要請。交渉の末、アサド政権側も支援要請に応じ部隊派遣を決定したため、一部占領地域をアサド政権に移譲するなど両者が急速に接近し、少なくともアフリーン一帯においては、その立場は「反体制派」からアサド政権の「同盟者」に変質しつつある。2018年12月にはアメリカがシリアからの撤退を発表し、トルコがロジャヴァに対する新たな軍事作戦を準備するに先立ち、YPGはアサド政権にマンビジの防衛を要請。12月28日に政府軍部隊がマンビジに投入された。米軍の後ろ盾を失った中でYPGはアサド政権と協調してトルコに対抗する姿勢を鮮明にした。

### アサド政権崩壊後
2024年11月末より始まった反政府勢力の攻勢によって2024年12月7日にアサド政権は崩壊した。代わってシャーム解放機構率いるシリア暫定政府が発足したものの、当初ロジャヴァはこれに参加せず、シリア暫定政府とロジャヴァの間で軍事衝突も発生した。
2025年3月10日、シリア暫定政府のアブー・ムハンマド・アル＝ジャウラーニー暫定大統領とシリア民主軍（SDF）のマズルーム・アブディ司令官が会談し、ロジャヴァおよびSDFが暫定政府に統合されることで合意した。クルド人の権利の保護が合意の条件となっているが、自治地域が創設されるかは不透明である。

## 市民による非政府構造社会の構築
2012年7月、クルド民主統一党（PYD）とクルド国民評議会（KNC）によって、クルド人最高委員会（Desteya Bilind a Kurd, DBK）がロジャヴァの統治主体として設立された。委員会のメンバーはPYDとKNCのそれぞれから同じ人数が参加する。2013年11月、PYDは隣接しない3つの自治区（ジャジラ、コバニ、アフリン）からなる暫定政府の発足を発表した。
民主的連邦制とコミュナリズムに動機づけられたロジャヴァの政治システムはアナキズムとリバタリアニズムの原則に影響を受けており、多くの場合、リバタリアン社会主義とみなされる。ロジャヴァの憲法は通貨、財産権、自由貿易を保障している。教育、安全保障、行政のための資源を共同管理するコミュニティが基本単位となり、経済活動に関するコミュニティの決定は政府から干渉を受けない。すなわち誰に売るか、資源をどう分配するかといったコミュニティの決定は一切制限されない。そして社会構造の変革、男女同権、持続可能な環境資源戦略を推し進めている。
政治作家のデビット・ロマノ（David Romano）はこのロジャヴァの政治システムを「上昇型の、アテネ式直接民主政治」と表現している。彼は「責任を与えられた地域のコミュニティ」と「多くの州（states）に支持された強力な中央政府」とを対比している。ロジャヴァのモデルでは州の重要性は薄くなり、初期のアメリカや分離同盟戦争によって連邦国家になる以前のスイスに似た形の委員会を通して人々が統治を行う。ロジャヴァは地方自治体を「カントン」と名づけた。これはスイスの地方行政区画に倣っている。

### 民主的自治を目指した運動

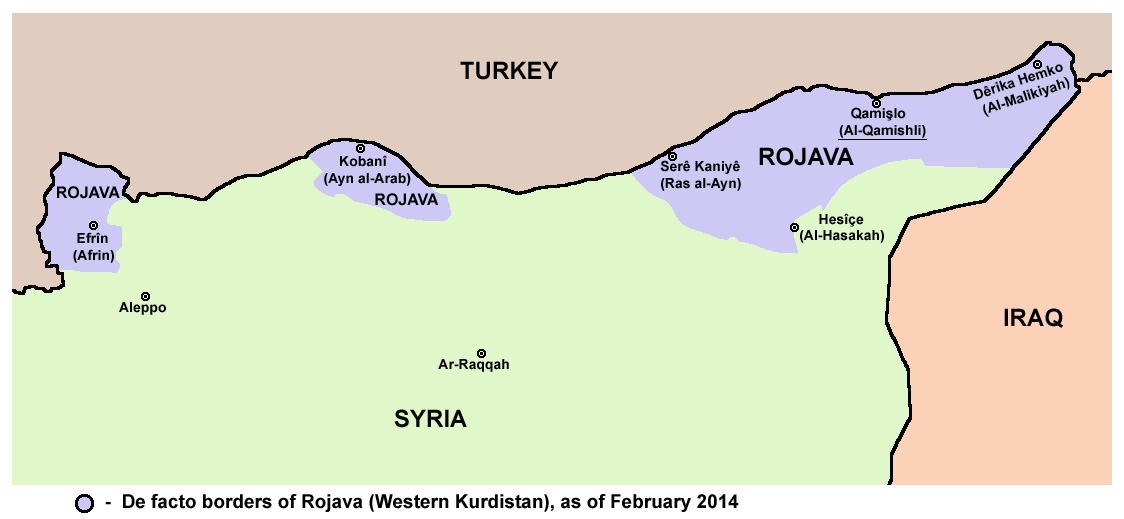
2014

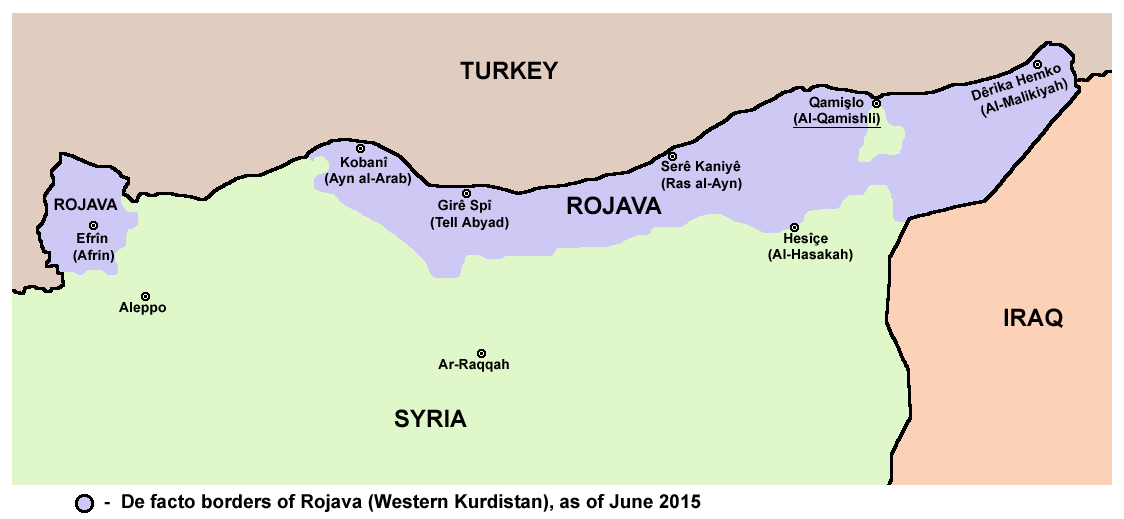
2015

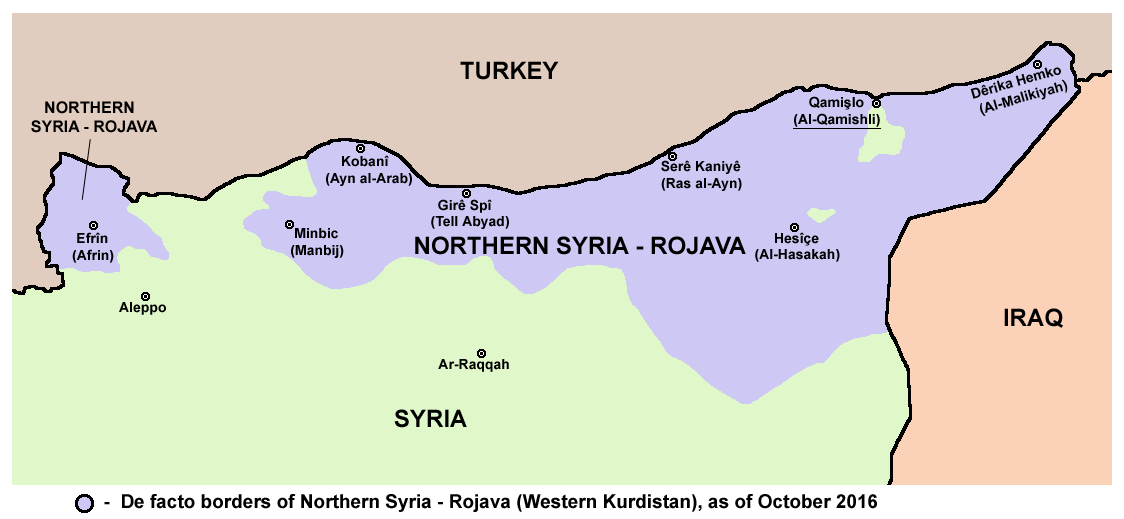
2016

ロジャヴァの政治モデルは、民主的な選挙によって組織された委員会による地域管理、すなわちカントンごとの管理に主眼を置いている。この民主的社会の構築を目指した運動はTEV-DEMとよばれ、これは端的にいえばロジャヴァにより主導される、民主的自治を行うクルド人地区の政治的連帯である。
この運動はすぐに包括性を目指すようになり、クルド人、アラブ人、アッシリア人、そしてムスリムやキリスト教徒、ヤズィーディーのグループからなるトルクメン人など幅広い民族的集団を巻き込んだ。運動は隣近所に、村に郷に、小さい街から大都市にまであらゆる場所にさまざまなグループ、委員会、共同体を形作ることを目標とした。これらのグループの目的は、彼らが生活の中で直面する問題を毎週話し合うことである。そしてグループの代表は村や街に設けられた「人々の家」に集まり話し合いを行う。
ヘリンゲイ・ソリダリティ・グループ（Haringey Solidarity Group）のザヘル・バヘル（Zaher Baher）は、TEV-DEMがロジャヴァ地域でもっとも成功した社会構造として成長することができた理由について考察している。彼はその理由に、物事を変えるだけの決意と力を持っていたこと、信念を持った人々がこの運動を成功させるためあらゆるレベルの活動に自発的に従事したこと、そして3つの部隊から成る防衛軍を組織したことの3点を挙げている。TEV-DEMの組織した軍隊とはすなわちクルド人民防衛隊とクルド女性防衛部隊とアサイシュ（Asaish、街や検問所に控え、脅威から住人を守る男女混成部隊）である。加えて、女性のみから成る特別部隊がレイプとドメスティック・バイオレンスの問題を扱う。

### 中央政府
TEV-DEMと並び、暫定政治主体であるクルド人最高委員会（DBK）が存在する。これはクルド民主統一党とクルド国民評議会の両党から同数のメンバーが参加する委員会で、主に外交政策を担う。
シリアからの独立は考えられておらず、自治権の獲得と地域内の資源の管理を目標としている。
2014年の終わりに選挙を計画していたが、戦闘の激化により延期された。一部の地方選挙は2015年の3月に行われた。
経済、農業、天然資源、外交に関わる20の省庁を有する。議席の40パーセントは女性に割り当てられており、別に若年層への割り当ても用意されている。エスニック・マイノリティに対する配慮を促すためにすべての政府組織、省庁は共同大統領制に基づいて設計されている。